# Commellus semicolon
Commellus semicolon är en insektsart som beskrevs av Hamilton 1995. Commellus semicolon ingår i släktet Commellus och familjen dvärgstritar. Inga underarter finns listade i Catalogue of Life.